# Subventionsbetrug
Subventionsbetrug ist eine betrugsmäßige Täuschung über subventionserhebliche Tatsachen gegenüber dem Subventionsgeber durch falsche Angaben oder Bescheinigungen oder eine Verwendung der Sach- oder Geldleistungen entgegen der subventionserheblichen Beschränkung. Einige Bestimmungen dazu enthält das deutsche Subventionsgesetz von 1976. Im Jahr 1999 wurde ein Europäisches Amt für Betrugsbekämpfung eingerichtet.

## Tatbestand
Der Subventionsbetrug ist in Deutschland zunächst in § 264 StGB beschrieben und betrifft folgende Tatbestände:
1. Unrichtige oder unvollständige Angaben gegenüber der zuständigen Behörde
2. Nichteinhaltung von Verwendungsbeschränkungen
3. Täuschen oder Verschweigen bei subventionserheblichen Tatsachen
4. Gebrauch von unrichtigen oder unvollständigen Bescheinigungen

Vollendet ist der Subventionsbetrug bereits durch die oben aufgeführten Tathandlungen. Einen Taterfolg, also den Eintritt eines Schadens, setzen die Tatalternativen Nr. 1, 3 und 4 im Gegensatz zum allgemeinen Betrug nicht voraus.
Was im Rahmen von § 264 StGB Subventionen und subventionserhebliche Tatsachen sind, regeln die Absätze 7 und 8.

## Strafrahmen
Der Subventionsbetrug wird grundsätzlich mit Freiheitsstrafe bis zu fünf Jahren oder mit Geldstrafe bestraft. Bei lediglich leichtfertiger (statt vorsätzlicher) Tatbegehung der Grunddelikte des Absatzes 1 Nr. 1–3 wird dagegen nur Freiheitsstrafe bis drei Jahre oder Geldstrafe verhängt. Bei besonders schweren Fällen, worunter namentlich der Missbrauch einer Amtsträgerstellung und die Absicht, Subventionen großen Ausmaßes zu erlangen, gehören, sieht Absatz 2 Freiheitsstrafe von 6 Monaten bis zu 10 Jahren vor. Absatz 6 regelt die Nebenfolgen, die das Gericht neben der Strafe verhängen kann, beispielsweise kann es die Fähigkeit aberkennen, öffentliche Ämter zu bekleiden.
Wer durch tätige Reue freiwillig verhindert, dass die Subvention gewährt wird, wird gemäß Absatz 5 nicht bestraft.

## Vorgehensweise der Täter
Die Täter haben grundsätzlich oftmals tatsächlich Anspruch auf Subventionszahlungen, machen jedoch falsche Angaben zur Berechnungsgrundlage, also beispielsweise zu ihrem Viehbestand, der bewirtschafteten Fläche oder den getätigten Investitionen. Eine weitere Fallkonstellation ist die zweckwidrige Verwendung von Subventionen, indem die erlangten Gelder für andere als die ursprünglich angegebenen Zwecke verwendet werden, beispielsweise für die Zahlung von Löhnen und Gehältern statt für die geförderte Qualifizierung der Mitarbeiter oder für Neuinvestitionen statt für die standortbedingt geförderte Sanierung bestehender Industrieanlagen.

## Bekannte Beispiele
Subventionsbetrug ist von der Länderebene über die Bundesebene bis hin zu internationalen Organisationen ein weit verbreitetes Delikt, der Schaden für die jeweilige Volkswirtschaft ist teilweise enorm. Im internationalen Sprachgebrauch fällt das Delikt oft unter den Oberbegriff Korruption. Eine Rückzahlung der zu Unrecht erlangten Gelder kann an der Insolvenz des jeweiligen Betriebes scheitern bzw. diese auch auslösen. Besonders aus der Landwirtschaft sind entsprechende Fälle bekannt.
Im Februar 2018 geriet das Unternehmen Postauto in der Schweiz in die Schlagzeilen, weil es durch mutmaßlich gesetzeswidrige Umbuchungen im Verlaufe mehrerer Jahre rund 200 Millionen Franken zu viel Abgeltungen von Bund und Kantonen erhalten hatte. Die von Pascal Stirnimann neu aufgebaute Revisionsstelle des Bundesamtes für Verkehr (BAV) stellte diesen «grössten Subventionsbetrug der Schweizer Geschichte» fest.
Während der Corona-Pandemie kam es nach Auskunft des deutschen Bundeskriminalamtes zu einem sprunghaften Anstieg der Fallzahlen.